# 스코틀랜드 여자 축구 국가대표팀
스코틀랜드 여자 축구 국가대표팀은 스코틀랜드를 대표하는 여자 축구 대표팀이다. 1972년 11월 18일 잉글랜드와의 국제 경기 데뷔전에서 2-3으로 패했다. 2019년 FIFA 여자 월드컵을 통해 사상 첫 FIFA 여자 월드컵 본선에 올랐고 UEFA 유럽 여자 축구 선수권 대회 본선에는 2017년 대회에 첫 출전했지만 조별리그에서 탈락했다. 그나마 가장 좋은 성적을 거둔 대회로는 대표적으로 1976년 3개국 친선 대회와 1999년 알베나컵이며 이 두 대회에서 준우승을 차지했다. 또한 키프로스컵에는 9번 출전하여 2011년 대회와 2014년 대회에서 4위를 차지했다.

## 성적
올림픽에는 영국 여자 축구 국가대표팀으로 참가한다.

### FIFA 여자 월드컵
- 1991년: 불참
- 1995년 ~ 2015년: 예선 탈락
- 2019년: 조별 예선
- 2023년: 예선 탈락

### UEFA 유럽 여자 축구 선수권 대회
- 1984년: 조별 예선
- 1987년: 조별 예선
- 1989년: 조별 예선
- 1991년: 불참
- 1993년: 예선 탈락
- 1995년: 예선 탈락
- 1997년: 예선 탈락
- 2001년: 예선 탈락
- 2005년: 예선 탈락
- 2009년: 예선 탈락
- 2013년: 예선 탈락
- 2017년: 조별 예선
- 2022년: 예선 탈락
- 2025년:

## 같이 보기
- 스코틀랜드 축구 국가대표팀